# Cestrum elegans
Cestrum elegans là loài thực vật có hoa trong họ Cà. Loài này được (Brongn. ex Neumann) Schltdl. mô tả khoa học đầu tiên năm 1847.